# Eria oligotricha
Eria oligotricha är en orkidéart som beskrevs av Rudolf Schlechter. Eria oligotricha ingår i släktet Eria och familjen orkidéer.

## Underarter
Arten delas in i följande underarter:
- E. o. acutiloba
- E. o. oligotricha